# Макена
Макена (гав. Makena) — статистически обособленная местность в округе Мауи (штат Гавайи, США). До 2010 года являлась частью статистически обособленной местности Ваилеа-Макена.

## География
Согласно Бюро переписи населения США статистически обособленная местность Макена имеет общую площадь 29,9 квадратных километров, из которых 24,5 км2 относится к суше и 5,4 км2 или 17,93 % — к водным ресурсам.

## Демография
По данным переписи населения за 2010 год в Макена проживало 99 человек. Средняя плотность 3,3 человека на квадратный километр.